# Ярбозерский сельсовет
Ярбозерский сельсовет — упразднённая в 1967 году низшая единица административно-территориального деления Вашкинского района Вологодской области России. Образована в 1924 году в составе Кемской волости Белозерского уезда Череповецкой губернии. Административный центр — деревня Тимошино.

## Название
| Официальное название | Период действия                    |
| --- | ---------------------------------- |
| Ярбозерский сельский Совет рабочих, крестьянских и красноармейских депутатов д. Тимошино Кемской волости Белозерского уезда Череповецкой губернии (1924—1927)    | 17 мар. 1924 г. — 1 авг. 1927 г.   |
| Ярбозерский сельский Совет рабочих, крестьянских и красноармейских депутатов д. Тимошино Шольского района Череповецкого округа Ленинградской области (1927—1930) | 1 авг. 1927 г. — 23 июл. 1930 г.   |
| Ярбозерский сельский Совет рабочих, крестьянских и красноармейских депутатов д. Тимошино Шольского района Ленинградской области (1930—1937)                      | 23 июл. 1930 г. — 23 сент. 1937 г. |
| Ярбозерский сельский Совет рабочих, крестьянских и красноармейских депутатов д. Тимошино Шольского района Вологодской области (1937—1939)                        | 23 сент. 1937 г. — 25 дек. 1939 г. |
| Исполнительный комитет Ярбозерского сельского Совета депутатов трудящихся д. Тимошино Шольского района Вологодской области (1939—1959)                           | 25 дек. 1939 г. — 14 авг. 1959 г.  |
| Исполнительный комитет Ярбозерского сельского Совета депутатов трудящихся д. Тимошино Вашкинского района Вологодской области (1959—1963)                         | 14 авг. 1959 г. — 1 февр. 1963 г.  |
| Исполнительный комитет Ярбозерского сельского Совета депутатов трудящихся д. Тимошино Белозерского района Вологодской области (1963—1965)                        | 1 февр. 1963 г. — 3 нояб. 1965 г.  |
| Исполнительный комитет Ярбозерского сельского Совета депутатов трудящихся д. Тимошино Вашкинского района Вологодской области (1965—1967)                         | 3 нояб. 1965 г. — 15 июл. 1967 г.  |

## Состав
На 1940 год в сельсовет входили:
| Статус населённого пункта | Название           |
| ------------------------- | ------------------ |
| деревня                   | Васюково           |
| деревня                   | Гора               |
| деревня                   | Логиново           |
| деревня                   | Маково             |
| деревня                   | Михайловская       |
| деревня                   | Оняково            |
| деревня                   | Речево             |
| деревня                   | Степаново          |
| деревня                   | Тимошино           |
| деревня                   | Тилшино            |
| деревня                   | Титово             |
| л/барак                   | Укупня             |
| деревня                   | Черново            |
| местечко                  | Ярбозерский Погост |

## История
Постановлением Президиума ВЦИК от 17.03.1924 в составе Кемской волости Белозерского уезда Череповецкой губернии образован Ярбозерский сельский Совет рабочих, крестьянских и красноармейских депутатов с центром в д. Тимошино.
С 1 августа 1927 года вошёл в состав вновь образованного Шольского района Череповецкого округа Ленинградской области (постановление Президиума ВЦИК от 01.08.1927).
В декабре 1928 года из Ярбозерского с/с был выделен Баботозерский с/с, сразу же переданный в Ковжинский район Лодейнопольского округа.
Указом Президиума Верховного Совета РСФСР от 14.08.1959, в связи с ликвидацией Шольского района, территория Ярбозерского сельсовета перечислена в состав Вашкинского района.
Указом Президиума Верховного Совета РСФСР от 01.02.1963 в связи с ликвидацией Вашкинского района, Ярбозерский сельский Совет передан в состав Белозерского района.
Указом Президиума Верховного Совета РСФСР от 03.11.1965 Ярбозерский сельский Совет передан в состав восстановленного Вашкинского района.
Решением Вологодского облисполкома № 412 от 15.07.1967 территория Ярбозерского сельского Совета, в связи с его ликвидацией, вошла в состав Покровского сельского Совета.